# منصف زاوية صلبة
يكون منصف زاوية صلبة ثلاثية، في حالة وجوده، خطًا مستقيمًا يُعرف بأنه المحل الهندسي للنقاط متساوية البعد بالنسبة لوجوه الزواية نفسها.
يحدد منصف منصف الزاوية الصلبة كخط مشترك بين المستويات المنصفة الزاويا الزوجية لكل وجهين من وجوه الزاوية نفسها.
كل نقطة من المنصف يمكن ان تكون مركز لكرة متماسة أوجه الزواية الصلبة.